# Dramadocent
Een dramadocent is een leraar die dramalessen verzorgt. Soms wordt ook de term theaterdocent of speldocent gebruikt. 
Dramadocenten geven doorgaans les in theater en acteren aan amateur- of professionele acteurs. Een dramadocent is ook opgeleid als regisseur voor het (amateur)toneel.

## Nederland
In het Nederlandse onderwijssysteem is het op diverse scholen mogelijk om in elk jaar van het voortgezet onderwijs een kunstvak als drama te volgen. Deze lessen worden verzorgd door een gediplomeerde dramadocent. Ook in het basisonderwijs worden er geregeld dramalessen gegeven. Daarnaast wordt in het beroepsonderwijs steeds vaker gebruikgemaakt van de dramadocent. Een dramadocent kan hiernaast ook werkzaam zijn op buitenschoolse plekken of toneelscholen. 

### Opleiding (Nederland)
Een dramadocent is in Nederland opgeleid aan een kunstzinnige opleiding (HBO). Na zijn studie heeft hij dan een zogenaamde eerstegraads lesbevoegdheid.
Men kan in een voltijd- en/of deeltijdopleiding worden opgeleid in: 
| Plaats     | Hogeschool                             | Afdeling                      | Voltijd   | Deeltijd/Verkort |
| ---------- | -------------------------------------- | ----------------------------- | --------- | ---------------- |
| Amsterdam  | Amsterdamse Hogeschool voor de Kunsten | Academie voor Theater en Dans | Afgevinkt | Afgevinkt        |
| Arnhem     | ArtEZ                                  | ArtEZ Arnhem                  | Afgevinkt |                  |
| Leeuwarden | NHL Stenden Hogeschool                 | Onderwijs                     | Afgevinkt |                  |
| Maastricht | Zuyd Hogeschool                        | Toneelacademie Maastricht     |           | Afgevinkt        |
| Tilburg    | Fontys Hogeschool                      | Fontys Academy of the Arts    | Afgevinkt | Afgevinkt        |
| Utrecht    | Hogeschool voor de Kunsten Utrecht     | Theater                       | Afgevinkt |                  |
| Zwolle     | ArtEZ                                  | ArtEZ Zwolle                  | Afgevinkt |                  |

## Vlaanderen
De opleiding tot leraar toneel, docent drama, docent dans of andere benaming wordt gegeven aan een hogeschool of conservatorium. Meestal is het een combinatie van een theateropleiding met een pedagogische opleiding. Soms als één afstudeerrichting aangeboden, maar meestal een bijkomende kwalificatie (Master-na-Master). Zo bestaat er een Master in de dramatische kunst aan de Hogeschool Antwerpen, de Hogeschool Gent en de Brusselse Erasmushogeschool. Te Lier bestaat een driejarige Bachelor-opleiding "dans", wat kan aangevuld worden met een Bachelor-na-Bachelor in de danspedagogiek.

## Werkterrein
Een dramadocent kan werkzaam zijn als consulent voor een kunstzinnige instelling, deel uitmaken van een educatieve dienst van een theatergezelschap, leraar aan een vooropleiding theater of jeugdtheaterschool en ook als trainingsacteur binnen communicatietrainingen. Dit laatste omdat een dramadocent zowel acteervaardigheden heeft als docentvaardigheden.

### Opleiding
In Vlaanderen is het ook een vereiste titel om theateropleiding (woordkunst-drama) te mogen geven in het deeltijds kunstonderwijs.